# Ajgestan
Ajgestan – wieś w Armenii, w prowincji Ararat. W 2011 roku liczyła 2397 mieszkańców.